# Artrodeza
Artrodeza je kirurški zahvat kojime se postiže ukočenje zgloba (ankiloza). U načelu, ortopedija pokušava očuvati i vratiti funkciju zgloba, u nekim slučajevima terapije je ukočenje. Nakon zahvata i oporavka, za nekoliko mjeseci do godine dana, dolazi do spajanja dviju kosti i između njih više nema pokreta. 

## Indikacije
Zahvat se najčešće izvodi:
- kako bi se olakšala bol u zglobu, koja se ne uspijeva izliječiti uobičajenim metodama (npr. ljekovi protiv boli)
- kod zglobova koji su toliko promijenjeni (najčešće upalno) da više ne mogu vršiti svoju funkciju, a nije indicirana artroplastika
- artrodeza se radi i kod osoba kod kojih postoji slabost mišića, a zglob je zdrav (kako bi se ukočenjem zgloba vratila djelomična funkcija uda)
- artrodeza se koristi i kao zahvat nakon neuspjelih artroplastika velikih zglobova (kuk, koljeno)

## Načini ukočenje zgloba
Za ukočenje se koriste koštani presadci s bolesnika ili koštanog donora, metalni vijci i ploče. Kao osteoinduktivno sredstvo mogu se koristit granule koje sadrže hidroksiapatit i koštani morfogenetski proteini (engl. Bone morphogenetic protein - BMP).
Načini ukočenje zgloba dijele se na dvije velike skupine: 
- intraartikularne artrodeze - sa zglobnih tijela se odstrani hrskavica kako bi kost mogla prerasti zglob, a do preraštanja se zglob fiksira pomoću koštanih presadaka ili metalnih vijaka i ploča.
- ekstraartikularne artrodeze - koriste se koštani presadci koji se postavljaju izvan zglobne čahure, i tako učvršćuju zglob